# Ваббе, Адо
А́до Ва́ббе (эст. Ado Vabbe, полное имя Адольф Георгиевич Ваббе; 19 (31) марта 1892, Тапа, Эстляндская губерния, Российская империя — 20 апреля 1961, Тарту, Эстонская ССР, СССР) — эстонский советский живописец, график и педагог.

## Биография
Родился 19 марта 1892 года в городе Тапа (ныне уезд Ляэне-Вирумаа, Эстония). В 1900 году семья родителей будущего художника переселилась в Нарву. Там Ваббе учился в городской школе. Он познакомился с Глафирой Лаврецовой, известным в Нарве коллекционером искусства, супругой нарвского купца и мецената Сергея Лаврецова. Лаврецова помогла Ваббе продолжить образование в Риге и Мюнхене.
В Риге Ваббе учился в городской художественной школе и работал в театре рабочим сцены и декоратором. В Рижской школе доминировал реализм, но уже распространились модерн и импрессионизм.
С 1911 по 1913 год Ваббе обучался в Мюнхене, в студии Антона Ажбе, в 1914 — путешествовал по Италии, в 1915—1916 — работал в Москве. В 1917 году был преподавателем рисования в Нарве в школе Кренгольмской мануфактуры. В 1918—1919 преподавал в Таллине в гимназии Вестхольма и на курсах учителей Министерства образования. Был членом Союза художников Эстонии.
Адо Ваббе — один из создателей общества художников «Паллас» и одноименной художественной школы (в Тарту), в которой затем преподавал и где был директором в 1926—1929 годы. Ученики Ваббе: Айно Бах, Андрус Йохани, Эльмар Китс и другие — всего 28 молодых художников. Несмотря на свой замкнутый и дерзкий характер, он был популярен среди учеников.
Адо Ваббе был одним из первых художников, которые принесли элементы футуризма в искусство Эстонии. Уже во время учебы он лично познакомился с Кандинским, в 1914—1917 общался с русскими авангардистами. Новатор стиля, он был очень популярным до середины 1920-х годов. Со второй половины 1920-х годов в его творчестве заметны тенденции к реализму. Под влиянием путешествия в Париж (1924) были созданы многие городские пейзажи в стиле так называемого геометрического импрессионизма. В 1920—1930 годах Ваббе мало экспонировался; в 1938 году в Таллине состоялась самая крупная выставка его работ, в том же году он получил звание профессора.
После 1940 года преподавал в Высшем художественном училище.
В 1946 году был удостоен звания Заслуженный деятель искусств Эстонской ССР.
Работы Ваббе послевоенных лет не соответствовали советской реальности и требованиям социалистического реализма. В 1948 году он был исключён из Союза художников, а в 1950 — уволен из института. В 1953—1956 годах возглавлял экспериментальную графическую мастерскую в Таллине. 1955—1961 годы были творчески продуктивные, но в выставках Ваббе больше до самой своей смерти не участвовал.
Адо Ваббе внёс заметный вклад в развитие эстонской книжной графики. С 1917 года до 1930-х годов он проиллюстрировал более 60 книг. В 1917—1921 его иллюстрации были абстрактного характера; с 1922 года доминировал рисунок пером, ближе к натуре.
В 1997 году в Эстонии учреждена художественная премия имени Ваббе.